# Lamborghini Silhouette
O Lamborghini Silhouette P300 é um automóvel esportivo do tipo 2+2 (duas portas e dois assentos) com motor central e tração traseira, fabricado em pequena quantidade pela Lamborghini entre 1976 e 1979.
Oficialmente apresentado no Salão de Genebra de 1976, o Silhouette começou como um estudo de estilo feito pelo notório grupo de design de automóveis italiano Bertone. Ele foi baseado no Lamborghini Urraco, mas difere deste pelo seu estilo mais angular. O Silhouette foi o primeiro Lamborghini a empregar o uso do teto tipo targa. O Silhouette mais tarde evoluiu no Lamborghini Jalpa, que possuía o mesmo estilo mas foi mais bem sucedido. O carro tinha um motor V8 3.0L de alumínio montado transversalmente atrás do motorista. Das 54 unidades construídas (apenas 12 com a direção no lado direito), 31 ainda sabidamente existem.
Os dados de desempenho oficial indicam que o Silhouette podia fazer de 0 a 100 km/h em 6.5 segundos, 0 a 160 km/h em 16.1 segundos e atingia a velocidade máxima de 260 km/h.